# Океанска падина
Океанските падини са топографски депресии в океанското дъно, с относително малка ширина, но с голяма дължина. Тези океанографски форми са най-дълбоките части на морското дъно. Океанските падини са отличителни морфологични характеристики на конвергиращи (приближаващи се) граници на тектонски плочи, по дължината на които литосферни плочи се движат една срещу друга със скорости, вариращи от няколко милиметра до над десет сантиметра годишно. Падината отбелязва мястото, при което огънатата подпъхваща се плоча започва спускането си под друга литосферна плоча. Падините обикновено се успоредни на вулканични островни дъги. Океанските падини типично достигат 3 – 4 km под нивото на заобикалящото ги морско дъно. Най-голямата океанска дълбочина е измерена в Марианската падина (11 022 m под морското равнище). Най-дългата падина в света е Пуерториканската (≈5900 km). Океанската литосфера при падините се придвижва с глобална скорост от около 3 km2 годишно.

## Географско разпределение
Съществуват приблизително 50 000 km граници на конвергенция на тектонски плочи, най-вече разположени в Тихия океан, но се срещат и в източната част на Индийския океан, както и на места в Атлантическия океан и Средиземно море. Глобално има над 50 големи океански падини, покриващи площ от 1,9 милиона km2 или около 0,5% от океаните. Падините, които са частично запълнени, могат да бъдат напълно затрупани и да нямат батиметрично изразяване, но щом основните тектонични структури са налице, то те могат да бъдат класифицирани като падини. Падините, заедно с вулканичните дъги и земетръсните зони, които се спускат под вулканични дъги до 700 км надолу, са диагностични за конвергиращи граници на тектонски плочи и техните дълбочинни проявления, зоните на субдукция. Падините са свързани с континенталните зони на сблъскване, но са различни от тях (като например тази между Индия и Азия, образуваща Хималаите), където континенталната кора навлиза в зона на субдукция. Когато плаваща континентална кора срещне падина, субдукцията спира и районът се превръща в зона на континентално сблъскване.

## Фактори, влияещи на дълбочината на падината
Има няколко фактора, които определят дълбочината на падините. Най-значимият фактор е доставянето на седимент, който запълва падината така, че да няма батиметрично изразяване. Следователно, не е учудващо, че най-дълбоките падини (над 8000 m под морското равнище) нямат натрупвания. В сравнение, всички падини с натрупване на седименти са по-плитки от 8000 m. Друг важен фактор, обуславящ дълбочината на падината, е възрастта на литосферата по време на субдукция. Тъй като океанската литосфера се охлажда и удебелява с времето, тя се сляга. Колкото е по-старо океанското дъно, толкова по-надълбоко лежи, а това определя минималната дълбочина, от която дъното започва спускането си надолу. Това очевидно съотношение може да се премахне, изследвайки относителната дълбочина, разликата между дълбочината на местното океанско дъно и максималната дълбочина на падината. Относителната дълбочина може да зависи от възрастта на литосферата в падината, скоростта на приближаване на плочите и наклона на подпъхващата се плоча при средна дълбочина. Тесните плочи могат да потънат по-бързо, отколкото широките, тъй като е по-лесно за астеносферата отдолу да тече покрай ръбовете на потъващата плоча. Такива плочи могат да имат стръмни склонове на относително дплитки дълбочини и могат да бъдат свързвани с необичайно дълбоки падини.

## Най-дълбоки океански падини
| Падина                                       | Океан              | Максимална дълбочина |
| -------------------------------------------- | ------------------ | -------------------- |
| Марианска падина                             | Тихи океан         | 11 034 m             |
| Тонга                                        | Тихи океан         | 10 882 m             |
| Филипинска падина                            | Тихи океан         | 10 545 m             |
| Курило-камчатска падина                      | Тихи океан         | 10 542 m             |
| Японска падина                               | Тихи океан         | 10 375 m             |
| Кермадек                                     | Тихи океан         | 10 047 m             |
| Изу-Огасавара (Изу-Бонин)                    | Тихи океан         | 9810 m               |
| Пуерториканска падина                        | Атлантически океан | 8800 m               |
| Южносандвичева падина                        | Атлантически океан | 8428 m               |
| Перуанско-чилийска падина (Атакамска падина) | Тихи океан         | 8065 m               |